# Места буддийских паломничеств
Наиболее важные места паломничества в буддизме расположены на равнинах Ганга в Северной Индии и Южном Непале, в районе между Нью-Дели и Раджгиром. Это место, где жил и учил Гаутама Будда, и основные храмы, связанные с его жизнью. Однако и в других странах, которые являются или были преимущественно буддийскими, есть святыни и места, привлекающие паломников.

## Места, связанные с жизнью Будды

### Четыре основных места паломничества, перечисленные самим Буддой
Сам Гаутама Будда определил следующие четыре места, наиболее достойные паломничества его последователей, заметив, что их посещение вызовет чувство неотлагательности духовных поисков:
- Лумбини: место рождения Гаутамы Будды (Непал).
- Бодх-Гая: (храм Махабодхи, Бихар, Индия), является наиболее важным религиозным объектом и местом паломничества. Считается, что в храме Махабодхи находится дерево Бодхи, под которым принц Сиддхартха достиг Просветления и стал известен как Гаутама Будда.
- Сарнатх: (Уттар-Прадеш, Индия ), где Гаутама Будда произнёс свою первую проповедь (Дхаммачакра-правартана сутта) и дал наставление о Срединном пути, Четырёх благородных истинах и Благородном восьмеричном пути.
- Кушинагар: (Уттар-Прадеш, Индия), место, где Гаутама Будда достиг паринирваны.

### Восемь великих мест паломничества
В дополнение к четырём основным местам, упомянутым ранее (Лумбини, Бодх-Гая, Сарнатх и Кушинагар), буддийские тексты, написанные последователями Будды позднее, упоминают ещё четыре священных места, где  в Индии произошло определённое чудесное событие, входящее в список «Аттха-махатханани» (пали Attha-mahathanani):
- Шравасти: место двойного чуда. Шравасти был крупным городом в древней Индии, где Будда проводил больше всего времени.
- Раджгир: место, где посредством дружелюбия Будда покорил взбешённого слона Налагири. Раджгир был ещё одним крупным городом древней Индии.
- Санкасса: место спуска Будды на землю с небес Таватимса (где он пребывал в течение трёх месяцев и обучал свою мать и богов Абхидхамме).
- Вайшали: место приёма мёда от обезьяны. Вайшали был столицей Ваджианской республики древней Индии.

### Другие места, связанные с путешествиями Будды
Некоторые места паломничества в Индии и Непале, связанные с жизнью Гаутамы Будды, в основном расположены на Гангской равнине.

#### По штатам в алфавитном порядке
- Андхра-Прадеш: Амаравати, Нагарджуна Конда
- Бихар: Гая, Кесария, Наланда, Паталипутта, Викрамашила
- Мадхья-Прадеш: Санчи
- Уттар-Прадеш: Девадаха, Капилавасту, Косамби, Матхура, Пава (Фазилнагар, Варанаси)
- Харьяна (в порядке следования пути Будды): Пагода Камашпура Аастха Пугдал (место, где Будда прочитал Сатипаттхана сутту)[2], Курукшетра ступа, Топра, Шругна и Чанети ступа, где Будду посетили Матхуры и он путешествовал вдоль Великого колёсного пути в Харьяну.

#### Хронологически, следуя по маршрутам Будды
- Уттар-Прадеш — Харьяна
  - Из Матхуры в Уттар-Прадеше Будда путешествовал по Великому колёсному пути в Харьяну
  - Пагода Камашпура Аастха Пугдал (Кумашпур) в городе Сонипат, месте, где Будда прочитал Сатипаттхана сутту)
  - Ступа Курукшетра на берегу священного водоёма Брахма Саровар в городе Курукшетра
  - Топра между Курукшетром и Ямунанагаром, имеется большой музей под открытым небом
  - Шругна, ныне известная как Древний курган Суг, на окраине города Ямунанагар
  - Ступа Чанети, на окраине города Ямунанагар

## Места паломничества в других странах
Другие известные места буддийского паломничества в разных странах включают:
- Камбоджа: Ват Ботум, Ват Оуналом, Серебряная пагода, Ангкор-Ват, Ангкор-Тхом
- Китай: гроты Юньган, пещеры Лунмынь. Четыре священные горы: Утайшань, Эмэйшань, Цзюхуашань, Путошань
- Тибет: дворец Потала, гора Кайлас, озеро Мапам-Юмцо, озеро Нам-цо

- Индия: Санчи, Наланда, Эллора, Аджанта
- Индонезия: Боробудур, Мендут, Севу.
- Япония: Киото, Нара, паломнический маршрут Сикоку, паломнический маршрут Кансай Каннон
- Лаос: Луангпхабанг
- Малайзия: Кек Лок Си, буддийская Маха Вихара Брикфилдс.
- Мьянма: пагода Шведагон, храм Будды Махамуни, пагодаЧаёттийо, Паган, Сикайн, холм Мандалай
- Непал: храм Майя Деви, Боднатх, Сваямбунатх, Капилавасту
- Пакистан: Таксила, Сват
- Шри-Ланка: Анурадхапура, Михинтале, Полоннарува, Храм Зуба Будды, Шри Пада
- Южная Корея: Пульгукса, Три храма драгоценностей
- Таиланд: Ват Пхракэу, Ват Пхо, Ват Прахат Дой Сутхеп, Пхра Патом Чеди, Сукотаи, Аютайя
- Соединенные Штаты Америки: Город десяти тысяч будд
- Вьетнам: пагода Дау, Ароматная пагода,